# Jonthodes
Jonthodes is een kevergeslacht uit de familie van de boktorren (Cerambycidae). De wetenschappelijke naam van het geslacht werd voor het eerst geldig gepubliceerd in 1833 door Audinet-Serville.

## Soorten
Jonthodes is monotypisch en omvat slechts de volgende soort:
- Jonthodes formosa Audinet-Serville, 1833